# Ponta de João Dias
A Ponta de João Dias é um promontório localizado na ilha do Faial, concelho da Horta, ilha do Faial, arquipélago dos Açores.
Esta formação geológica forma com a Ponta da Ribeirinha e a Ponta da Espalamaca uma vasta baía onde desaguam alguns cursos de água, nomeadamente a Ribeira do Gato e a Ribeira da Praia.
Frente a esta formação encontra-se a ilha do Pico cuja montanha domina o horizonte.